# Monecphora alboornata
Monecphora alboornata är en insektsart som beskrevs av Victor Lallemand 1927. Monecphora alboornata ingår i släktet Monecphora och familjen spottstritar. Inga underarter finns listade i Catalogue of Life.